# مرزا ناصر أحمد
ولد مرزا ناصر أحمد في السادس عشر من تشرين الثاني (نوفمبر) عام 1909م في مدينة قاديان في الهند. كان مولده مصداقاً لبشارات تلقاها المسيح الموعود ودعمتها بشارات تلقتها أمه كما يؤمن الأحمديون. كان ابناً للخليفة الثاني وقد حفظ القرآن في صغره. كان معروفاً بحب العلم وتابع تحصيله العلمي حتى نال شهادة الماجستير في الاقتصاد من جامعة أكسفورد بإنجلترا. تقلد منصب مدير كلية تعليم الإسلام بقاديان فور عودته من إنجلترا. وصار رئيساً لمجلس خدام الأحمدية لشباب الجماعة الإسلامية الأحمدية في عام 1939م، ورئيساً لمجلس أنصار الله (من هم فوق سن الأربعين) في الجماعة الإسلامية الأحمدية في عام 1954م.
ازدهرت الجماعة الإسلامية الأحمدية في ظل خلافته بسرعة ملحوظة في نشر الإسلام عبر كثرة الأبنية والمدارس والجامعات والمستشفيات ومراكز التعليم والمساجد وحركة الترجمة ونشر القرآن. قام بزيارة رسمية لكل من أمريكا[ ؟ ]، وكندا، والنرويج، وألمانيا الغربية، والسويد وإنكلترا عام 1976. افتتح (مسجد ناصر) في السويد ووضع حجر الأساس لجامع (بشارة) في (بيدروباد) بإسبانيا عام 1978. امتدت فترة خلافته سبعة عشر عاما. قام بعدة مشاريع منها مشروع (نصرة جهان) للنهوض بالشعب الأفريقي تعليمياً وطبياً. توفي في 8 يونيو (حزيران) 1982م.